# Ferrovia Vibo Valentia-Mileto
La ferrovia Vibo Valentia-Mileto è stata una linea a scartamento ridotto (950 mm) delle Ferrovie Calabro Lucane che collegava la Ferrovia Tirrenica Meridionale delle Ferrovie dello Stato ai centri urbani di Vibo Valentia, Pizzo e Mileto.

## Storia
La ferrovia venne inaugurata in due spezzoni, il primo fu il collegamento tra Vibo Marina e Vibo Valentia Città il 2 luglio 1917, mentre il secondo fu il proseguimento per Mileto, aperto il 4 ottobre 1923.
Nello stesso anno, il 15 dicembre, venne aperta la tratta Soverato-Chiaravalle costruita con lo scopo di congiungersi a Mileto realizzando, nell'ambito del mastodontico progetto della Mediterranea Calabro Lucane, il collegamento dei due mari Tirreno e Jonio. Inoltre, la linea da Mileto si sarebbe congiunta con un'ulteriore tratta a Rosarno, con una diramazione per Cinquefrondi e da qui a Mammola per raggiungere la costa a Marina di Gioiosa. Il programma tuttavia venne ridimensionato già a metà degli anni trenta e alla fine interrotto condannando le tratte realizzate, rimaste monche, ad un inaridimento precoce.
Il 17 novembre del 1951, tra Pizzo e Vibo Marina, avvenne un grave incidente a causa del crollo del viadotto Ciliberto sul vallone Timpabianca al transito della Emmina M1-36: il grave bilancio fu di 11 morti e 40 feriti. A causa di ciò, il servizio ferroviario venne sospeso sul tratto relativo e sostituito da autobus. Il ponte non venne più ricostruito e si mantenne la circolazione dei treni solo tra Pizzo e Mileto. La ferrovia venne definitivamente soppressa nel 1966.

## Caratteristiche
La tratta ferroviaria era lunga 27,88 km a semplice binario. Il tracciato era tortuoso e, nel primo tratto fino a Vibo Valentia Città, in forte ascesa. L'esercizio venne attivato con trazione a vapore e, dopo il periodo bellico, con automotrici unidirezionali a due assi (Emmine).

## Percorso
|  |  | Continuation backward |

|  | Unknown route-map component "exKRW+l" | Unknown route-map component "eKRWgr" |

|  | Unknown route-map component "exBHF" | Station on track |

|  | Unknown route-map component "exhLKRZWae" | Enter and exit tunnel + Transverse water |

| Unknown route-map component "WASSER+l" | Unknown route-map component "exhKRZWae" | Small bridge over water |

| Water | Unknown route-map component "exSTR" | Station on track |

| Water | Unknown route-map component "exBHF" | Straight track |

| Unknown route-map component "d" | Water | Unknown route-map component "exSTR" | One way leftward | Unknown route-map component "dCONTfq" |

| Unknown route-map component "WASSERl" | Unknown route-map component "exWBRÜCKE1" |  |

| Unknown route-map component "exHST" |

| Unknown route-map component "exWBRÜCKE1" |

| Unknown route-map component "exBHF" |

| Unknown route-map component "exTUNNEL1" |

| Unknown route-map component "exHST" |

| Unknown route-map component "exHST" |

| Unknown route-map component "exhKRZWae" |

| Unknown route-map component "exBHF" |

| Unknown route-map component "exhKRZWae" |

| Unknown route-map component "exKBHFeLa" |

| Unknown route-map component "exLCONTf" |